# Prusice (gemeente)
De gemeente Prusice is een stad- en landgemeente in het Poolse woiwodschap Neder-Silezië, in powiat Trzebnicki.
De zetel van de gemeente is in Prusice.
Op 30 juni 2004 telde de gemeente 9195 inwoners.

## Oppervlakte gegevens
In 2002 bedroeg de totale oppervlakte van gemeente Prusice 158,02 km², waarvan:
- agrarisch gebied: 71%
- bossen: 19%

De gemeente beslaat 15,41% van de totale oppervlakte van de powiat.

## Demografie
Stand op 30 juni 2004:
| Omschrijving                   | Totaal | Totaal | Vrouwen | Vrouwen | Mannen | Mannen |
| ------------------------------ | ------ | ------ | ------- | ------- | ------ | ------ |
| eenheid                        | aantal | %      | aantal  | %       | aantal | %      |
| inwoners                       | 9195   | 100    | 4559    | 49,6    | 4636   | 50,4   |
| bevolkingsdichtheid (inw./km²) | 58,2   | 58,2   | 28,9    | 28,9    | 29,3   | 29,3   |

In 2002 bedroeg het gemiddelde inkomen per inwoner 1216,84 zł.

## Administratieve plaatsen (sołectwo)
Borów, Borówek, Brzeźno, Budzicz, Chodlewko, Dębnica, Gola, Górowo, Jagoszyce, Kaszyce Wielkie, Kopaszyn, Kosinowo, Krościna Mała, Krościna Wielka, Ligota Stara, Ligotka, Pawłów Trzebnicki, Pększyn, Pietrowice Małe, Piotrkowice, Prusice, Raszowice, Skokowa, Strupina, Świerzów, Wilkowa, Wszemirów.

## Aangrenzende gemeenten
Oborniki Śląskie, Trzebnica, Wińsko, Wołów, Żmigród